# 파울 란더스
파울 란더스(Paul Landers, 1964년 12월 9일 ~ )는 독일 밴드 람슈타인의 리듬기타 담당이다. 이전 밴드는 '필링 B'이었으며, 이혼 경력이 있다. 영어를 능숙하게 구사하며, 라이브에서 잘 움직이지 않는 리하르트와 달리 쇼맨십이 강하다.

## 생애
파울 란더스는 동베를린에서 태어났다. 어릴적 본명은 하이코 파울 히르셰(Heiko Paul Hiersche)였다. 부모님은 제2차 세계 대전 이후 동독으로 추방된 독일인으로, 어머니 에리카 히르셰(Erika Hiersche)는 폴란드 에우크 출신, 아버지 슬라비스츠 안톤(Slavists Anton)은 체코 벨케 흐보이노 출신이다. 그는 어릴적 모스크바에서 잠시 생활했기 때문에 러시아어를 조금 할 줄은 알지만, 읽거나 쓸 줄은 모른다.
1984년 니키 란더스(Nikki Landers)와 결혼한 후, 그는 아내의 성을 따라 이름을 파울 란더스로 개명했다. 1987년에 이혼을 하였으나, 란더스라는 성씨를 계속 사용하고 있다.

## 음악 경력
1983년, 파울 란더스는 동독의 펑크 밴드 '필링 B(Feeling B)'의 멤버가 되었다. 이 시기에 그는 'Die Firma'나 'Die Magdalene Keibel Combo'와 같은 다른 밴드에서 활동하기도 했다.
1980년대 후반, 그는 동독의 젊은 음악 문화에 대한 다큐멘터리 "flüstern und SCHREIEN"의 상영회에서 틸 린데만과 리하르트 크루스페를 만났다. 그 후 란더스는 가끔씩 그들의 밴드인 'First Arsch'에서 기타 연주를 했다. 틸 린데만, 리하르트 크루스페, 크리스토프 슈나이더, 올리버 리델은 1993년 새로운 밴드를 결성하였고, 이후 란더스와 크리스티안 로렌츠가 합류하면서 람슈타인의 토대가 되었다.